# Pepa Pedroche
Pepa Pedroche (Madrid, 18 d'agost de 1967) és una actriu espanyola.

## Biografia
Ha treballant per al teatre, el cinema i la televisió en pel·lícules com Castillos de cartón, El laberinto del fauno, La mujer más fea del mundo o El otro barrio. A televisió, destaca el seu paper a Amar en tiempos revueltos pel que va guanyar un premi de la Unión de Actores a la millor actriu de repartiment de televisió el 2009. Quant al teatre, va ser nominada als premis Max el 2002 per Don Juan o el festín de piedra.